# Delta Force Commando
Delta Force Commando è un film italiano del 1987 diretto da Pierluigi Ciriaci.

## Trama
I rivoluzionari latinoamericani invadono una base militare a Porto Rico e rubano una bomba nucleare, uccidendo la moglie incinta del tenente Tony Turner e alcuni militari. Il capitano Samuel Beck è incaricato di rintracciare i rivoluzionari nel loro territorio e recuperare la bomba. Turner, desideroso di vendetta, accompagna Beck in un'area vicino al confine nicaraguense, dove incontrano forze rivoluzionarie ostili.